# Patryk Klimala
Patryk Klimala (ur. 5 sierpnia 1998 w Świdnicy) – polski piłkarz, występujący na pozycji napastnika w FC Seoul.

## Kariera klubowa
Występował m.in. w Lechii Dzierżoniów, Jagiellonii Białystok i Wigrach Suwałki. W styczniu 2020 został graczem Celtiku, w kwietniu 2021 New York Red Bulls.
29 stycznia 2023 Klimala przeniósł się do izraelskiego klubu Hapoel Beer Szewa na zasadzie trzyipółletniego kontraktu. Pod koniec października tego roku, po wybuchu wojny izraelsko-hamaskiej, opuścił Izrael i wrócił do Polski, gdzie rozpoczął treningi ze Śląskiem Wrocław. 3 listopada 2023 rozwiązał kontrakt z Hapoelem za porozumieniem stron. Dwa dni później został zawodnikiem Śląska Wrocław (kontrakt do 30 czerwca 2027).
9 września 2024 został wypożyczony do Sydney FC .
2 czerwca 2025 został nowym zawodnikiem południowokoreańskiego ekstraklasowego FC Seoul.

## Sukcesy

### Celtic
- Mistrzostwo Szkocji: 2019/20
- Puchar Szkocji: 2019/2020